# Arabian Knights
Arabian Knights è un singolo del gruppo musicale britannico Siouxsie and the Banshees, pubblicato il 24 luglio 1981 come secondo e ultimo estratto dall'album Juju.

## Descrizione
Il brano è stato prodotto dal gruppo e da Nigel Gray.
Il lato B Supernatural Thing è stato originariamente registrato da Ben E. King.
Arabian Knights è stato pubblicato in 7" e in 12" il 24 luglio 1981, raggiungendo la trentaduesima posizione delle classifiche inglesi. Siouxsie ha commentato poi il testo della canzone: "con Arabian Knights è stato un bel brivido far passare alla radio la parola 'orifizi'".

### Video
Girato nel luglio 1981 durante un tour a Marsiglia. Questa è la versione originale di Arabian Knights in onda a Top of the Pops e quindi non è stato visto nuovamente fino a oltre 20 anni più tardi, quando riemerse sul DVD The Best Of (Sound & Vision). Siouxsie viene srotolata da un tappeto, un serpente si snoda la sua strada attraverso il deserto, onde si infrangono contro gli scogli e i tre componenti del gruppo giocano su un tavolo da gioco. Siouxsie vola in aria sul tappeto e compare un combattimento con la spada. Questo, e il video di Spellbound, sono stati i primi ad uscire da un ambiente di studio; segna anche l'inizio di una concentrazione maggiore sul viso di Siouxsie. È il primo video promozionale che non presenta la band a suonare i propri strumenti.

### Accoglienza e lascito
The Guardian ha retrospettivamente qualificato Arabian Knights come una "meraviglia pop" mentre AllMusic l'ha descritto come "sognante e gotico".
Billy Corgan degli Smashing Pumpkins l'ha selezionata nella sua playlist nel dicembre 2014 quando ha parlato della sua musica preferita su radio BBC.

### Versioni
- 24-lug-1981 – Siouxsie and the Banshees, Arabian Knights, 45gg, Polydor POSP 309, Regno Unito[6]. Questa versione è pubblicata come singolo con Supernatural Thing di Gwen Guthrie e Patrick Grant come lato B e co-prodotta da Nigel Gray. Arabian Knights è stata inclusa nella raccolta Once Upon a Time: The Singles del 1981.
- 24-lug-1981 – Siouxsie and the Banshees, Arabian Knights, 45gg, Polydor POSPX 309, Regno Unito[7]. In questa versione il lato B contiene Supernatural Thing e Congo Conga.

### Cover
Arabian Knights è stata una cover di Paul Roland sul suo album Strychnine del 1992 e degli Icky Blossoms nel 2013.

## Tracce
Testi di Sioux, musiche di Siouxsie and the Banshees, tranne ove indicato.

### 7"
Lato A
1. Arabian Knights - 3:06

Lato B
1. Supernatural Thing - 4:23 (Grant, Guthrie)

### 12"
Lato A
1. Arabian Knights - 3:09
2. Supernatural Thing - 4:26 (Grant, Guthrie)

Lato B
1. Congo Conga - 4:14

## Formazione
- Siouxsie Sioux – voce
- John McGeoch – chitarre
- Steven Severin – basso
- Budgie – batteria, percussioni